# Lista de bairros de Vila Velha

Mapa do município (Vermelho: Centro)

Essa é uma lista dos bairros do município brasileiro de Vila Velha, no  estado do Espírito Santo.

## Bairros
| Nº | Bairro                   | População (2022) | Domícilios | Área total (km²) |
| -- | ------------------------ | ---------------- | ---------- | ---------------- |
|    | Alecrim                  | 6011             | 2654       | 0,66             |
|    | Alvorada                 | 6245             | 2936       | 0,80             |
|    | Araçás                   | 5111             | 2378       | 0,92             |
|    | Argolas                  | 2007             | 867        | 0,20             |
|    | Aribiti                  | 13093            | 6064       | 1,53             |
|    | Ataide                   | 8743             | 3743       | 0,67             |
|    | Balneário Ponta da Fruta | 5166             | 2417       | 2,10             |
|    | Barra do Jucu            | 4188             | 1962       | 1,52             |
|    | Barramares               | 15929            | 6508       | 3,19             |
|    | Boa Vista I              | 3004             | 1365       | 0,10             |
|    | Boa Vista II             | 3140             | 1623       | 0,26             |
|    | Brisamar                 | 1397             | 678        | 0,31             |
|    | Cavalieri                | 1579             | 692        | 0,15             |
|    | Centro de Vila Velha     | 6113             | 3264       | 2,11             |
|    | Chácara do Conde         | 550              | 289        | 0,07             |
|    | Cidade da Barra          | 2491             | 1050       | 0,32             |
|    | Cobi de Baixo            | 2168             | 959        | 0,21             |
|    | Cobi de Cima             | 401              | 176        | 0,14             |
|    | Cobilândia               | 7044             | 3249       | 1,37             |
|    | Cocal                    | 4025             | 2044       | 0,36             |
|    | Coqueiral de Itaparica   | 12677            | 6026       | 0,70             |
|    | Cristóvão Colombo        | 5559             | 2511       | 0,50             |
|    | Darly Santos             | 858              | 470        | 1,55             |
|    | Divino Espírito Santo    | 7153             | 3362       | 1,05             |
|    | Dom João Batista         | 3533             | 1609       | 0,17             |
|    | Garoto                   | 3576             | 1634       | 0,31             |
|    | Glória                   | 6399             | 3004       | 1,81             |
|    | Guaranhuns               | 3459             | 1011       | 0,21             |
|    | Ibes                     | 6148             | 2668       | 0,52             |
|    | Ilha da Conceição        |                  |            |                  |
|    | Ilha das Flores          |                  |            |                  |
|    | Ilha dos Ayres           |                  |            |                  |
|    | Ilha dos Bentos          |                  |            |                  |
|    | Industrial               |                  |            |                  |
|    | Interlagos               | 1479             | 682        | 0,71             |
|    | Itapoã                   | 31611            | 15631      | 1,55             |

1. ↑  «LEI Nº 4.707 DE 10 DE SETEMBRO DE 2008». 10 de setembro de 2008. Consultado em 6 de novembro de 2017
2. ↑  «Panorama do Censo 2022». Panorama do Censo 2022 (em inglês). Consultado em 29 de junho de 2025